# Angelina
Angelina je žensko osebno ime.

## Izvor imena
Ime Angelina je različica ženskega osebnega imena Angela.

## Pogostost imena
Po podatkih Statističnega urada Republike Slovenije je bilo na dan 31. decembra 2007 v Sloveniji število ženskih oseb z imenom Angelina: 103.

## Osebni praznik
V koledarju je ime Angelina zapisano 30. julija (Angelina, kneginja).